# Technopôle Brest-Iroise
Le technopôle Brest-Iroise est un centre de recherche situé en périphérie de Brest en Bretagne, le long de la mer d'Iroise. Créé en 1988, constitué en association loi de 1901, il regroupe 4 600 personnes et fédère les mondes de l’entreprise, de l’enseignement supérieur et de la recherche, plus particulièrement dans les domaines suivants :
- sciences et technologies de la mer ;
- sciences et technologies de l’information et de la communication ;
- sciences du vivant (agroalimentaire – santé – biotechnologie).

Parmi les établissements d'enseignement et de recherche peuvent être cités IMT Atlantique (anciennement Télécom Bretagne), l’Institut national polytechnique de Bretagne et le siège de l'Institut français de recherche pour l'exploitation de la mer.

## Missions
L'objet du Technopôle Brest-Iroise est de mobiliser et accompagner les innovateurs pour dynamiser le développement du territoire de Brest Métropole. Pour cela il mène une action d'animation entre les acteurs industriels, scientifiques et académiques.

## Présidents de l'association
- 1988-1989 : Georges Kerbrat
- 1989- 2001 : Pierre Maille[2],[3]
- 2001-28 avril 2014 : Marc Labbey[3]
- 28 avril 2014-11 décembre 2017 : Pierre Karleskind[3]
- Depuis le 11 décembre 2017 : Michel Gourtay[4]

## Directeurs du technopôle
- 1988 - 1996 : Jean Vicariot[5],[6]
- 1996-14 mai 1997 : Michel Morvan[6]
- 15 mai 1997 - 2002 : Ronan Stéphan[6],[7]
- 2002 - 31 janvier 2014 : Michel Morvan[8]
- 1er février 2014 - 31 août 2017 : Éric Vandenbroucke[9]
- Depuis le 1er septembre 2017 : Françoise Duprat[10]

## Membres
Mis à jour le 24.07.2025
Source : Site du Technopôle Brest-Iroise
- 52 HERTZ
- AAA LOCATOUR / EUROPCAR
- ABERACTIVES
- ACTIMAR
- ADD TECHNOLOGIES
- ADEUPA AGENCE DEVELOP URBANISME PAYS DE BREST
- AENCRAGE
- AGENCE COQUELIKO
- AGENCE DE DEVEL INDUSTRIEL DU TREGOR
- ALCOSE DEVELOPPEMENTS
- Allianz
- AN DAOL VRAS (La Cantine numérique de Brest)
- ANAXIMANDRE
- ARINFO
- ARKANE
- ASSAFIR
- ASTEN CLOUD
- ATALAND
- ATELIER PECAB (PECAB)
- AXA - (EIRL Matteotti)
- AXCE Audit Conseil et Expertise Comptable
- BAKERTILLY BREST
- BANQUE POPULAIRE GRAND OUEST
- BELLICOM SAS
- Biotech Communication SARL
- Biotech Santé Bretagne
- BLUEFINS
- BMA - Brest Métropole Aménagement
- BRASSERIE DU BOUT DU MONDE
- Brest Business School
- BREST EN VUE
- Brest Expertise Maritime
- Brest métropole
- Brest métropole habitat
- Brest open campus (CESPB)
- BrestPort
- Bretagne Commerce international
- Bretagne Développement Innovation
- BRETAGNE INP
- BRETAGNE POLE NAVAL
- BRETLIM - FORTUNY SELARL
- Cabinet Régis Lechien Avocat
- Campus des Industries Navales (CINAV)
- Campus des Métiers et des Qualifications des Industries de la Mer en Bretagne
- Capgemini Engineering
- Carrières nomades
- CB Lab
- CC HAUT-LEON COMMUNAUTE
- CCI Finistère
- CEBPL CAISSE D'EPARGNE ET DE PREVOYANCE BRETAGNE - PAYS DE LOIRE
- CEDRE CTRE DOCUM RECHE EXPER POLLU ACCID EAUX
- CELADON
- CEREMA - DIRECTION TECHNIQUE RISQUES, EAUX ET MERS
- CERVVAL
- CESI ASSO
- Chloé in the sky
- Centre Hospitalier Régional et Universitaire de Brest
- CLAIRMONT NOVUS AVOCATS
- CLCA CLC ADVISORY
- CLICSYSTEMES
- CLS Brest
- Cognix Systems
- COMMUNE DE PLOUZANE (MAIRIE)
- Conseil départemental du Finistère
- CONSULTANT SEAS (CONSULTANTSEAS)
- Cool Roof (SAS CR France)
- Crédit agricole du Finistère - Quimper
- Crédit Mutuel Arkéa
- Défis Emplois Pays de Brest
- Des requins et des hommes
- DETI S.A
- DIATEAM
- E-LEARNING TOUCH'
- E-MEDYS
- E-ODYN
- EAU DU PONANT SPL
- Ecole Navale et groupe des écoles du Poulmic
- EcoSketch
- EHM
- EKTACOM
- Ell'à Brest
- Ellidiss Technologies
- ENSTA ECOLE NATIONALE SUPERIEURE DE TECHNIQUES AVANCEES (ENSTA)
- EOLINK
- EURO PROCESS
- Euro-Argo
- Evosens
- EXAIL
- FAIRSCOPE
- Featuring
- FIDAL Société d'avocats
- FIIISH
- FILL'N PRINT
- FINANCE FOR IMPACT
- FMC - Florian Madec Composites
- Foil and Co
- France Cyber Maritime
- France Energies Marines SAS
- FROGI SECURE
- GE-IROISE (Groupement d'employeurs)
- GEAR UP
- GEOTIGZ
- GETKEY
- GO CAPITAL
- Gourmelon Investissement
- Grand Banc
- GRDF
- Groupe PRORISK
- GWEMON
- GWILEN
- Harmonie mutuelle
- HODI
- HOLDING VIDON
- HTMY GROUPE (Happy to meet you)
- HYTECH IMAGING
- IFM INSTITUT FRANCAIS DE LA MER
- IFREMER - (Siège)
- IMAGES & RESEAUX
- IMAGIR
- Imascap
- IMEON ENERGY
- IMT Atlantique (ex- Télécom Bretagne)* INNOLIS
- INNOVAPI
- INNOVARHE CONSULTING
- INNOZH
- INPI
- Institut de la Corrosion
- INTIA
- INTRADYS
- IPSIDE
- IRD Délégation Régionale Ouest
- ISEN  YNCREA OUEST
- IVANAE MEDICAL
- JABEPRODE
- JohnQVentures
- JYMSEA
- KALONIT
- KAMAHU
- KAP IA
- KOUST
- La Touline
- LABOCEA
- LE BELVEDERE DE KERGROADEZ
- Le Cab' Avocats
- LEA NETWORKS
- LEO VIRIDIS
- Lokiwin
- LOVURES
- Lycée et Sup'Javouhey
- Manifeste
- MAPPEM Geophysics
- MED-E-COM
- MEKA SOLUTIONS
- METEO-FRANCE
- Morlaix Communauté
- Naval Group Brest
- NebulAI
- NEONIV
- NEPTUNE ELEMENTS (ARVORIG SOLUTIONS)
- NEREIS OCEAN
- NUsense
- OCEALYS
- Ocean Data Lab
- OCTECH
- ORANGE
- OSO AI
- OXYLEDGER
- PERHA PHARMACEUTICALS
- Photonics Bretagne
- Pierre Guirriec
- PIERRE K. CONSEIL
- PIXEL SUR MER
- PIXEL WAVE
- POKAPOK
- Polaria
- POLE DE COMPETITIVITE IDFORCAR (ID4MOBILITY)
- Pôle Mer Bretagne Atlantique
- POLYMARIS BIOTECHNOLOGY
- Pré Vision
- Previ'link
- QUIET-OCEANS
- Région Bretagne
- Remorque Center
- RESEAU ENTREPRENDRE BRETAGNE
- ROND POINT ANGLAIS (ENGLISH APART)
- Roucher immo - ILIGI
- Sakana Consultants
- SeaBeLife
- SEDISOR
- SEEDERAL Technologies SAS
- SELARL XAVIER MOAL ET ASSOCIES
- Sempi du Ponant
- SERCEL
- SGS IDEA Lab
- Shom
- SIGWALL
- SII Ouest (Société pour l'informatique industrielle
- SKOAZ
- SourcITEC
- SPARLANN
- SPINNOF
- STAON
- Station Biologique de Roscoff - Centre de recherche (CNRS - SU)
- SYMETRI
- TACTHYS
- Takecoeur
- TECHNATURE
- Technopole Quimper Cornouaille
- TECHWAVE MANUFACTURING
- TERRA MARIS
- THALES DMS FRANCE SAS
- THALES INTERNATIONAL SAS
- The Running Collective
- Tickarbone
- TINCTURA
- TOLIROISE
- Tout commence en Finistère
- TPE - 29 - ACCOMPAGNEMENT
- TRIBORD
- UBO
- V.A VISIONS ADDITIONNELLES (C.A.F)
- VECHALL (SM D'ETUDES POUR LA GESTION DURABLE DES DECHETS DU FINISTERE - SYMEED29)
- Ville de Brest
- VOLTSTAGE
- WENTZ Thomas SperedIA
- XANkom
- Xplore by Epopée Gestion
- Youlink